# بنتلی بنتایگا
بنتلی بنتایگا (به انگلیسی: Bentley Bentayga) نام یک خودروی شاسی‌بلند ساخت شرکت بنتلی است که به ادعای سازنده که اندکی بعد توسط لامبورگینی اوروس نقض شد سریع‌ترین خودروی جهان در سگمنت اس‌یووی است.
این خودرو در مدت ۳٫۵ ثانیه به سرعت ۹۶ کیلومتر بر ساعت می‌رسد و ۶۰۰ اسب بخار قدرت دارد؛ و با سرعتی معادل ۱۸۷ مایل بر ساعت یا ۳۰۱ کیلومتر بر ساعت از سریع‌ترین خودروهای اس‌یووی به حساب می‌آید.
این خودرو از لحاظ قیمتی با قطعات اضافی و آپشن‌های مختلف، قیمتی ۲۷۵ هزار و ۲۹۰ دلاری به خود می‌گیرد.
نسخهٔ مولنیر بنتایگا کابینی سرشار از چرم دست‌دوز و چوب‌کاری‌های دست‌ساز دارد که بارنگ‌هایی چشم‌نواز، فضایی بی‌نظیر برایش فراهم می‌آورد. این نسخه بیش از هر چیزی بر روی لوکس بودن تمرکز دارد.
نسخهٔ پلاگین هیبریدی این خودرو در نمایشگاه خودرو ژنو ۲۰۱۸ معرفی شد. این نسخه از یک موتور ۳ لیتری آی۶ بهره می‌برد که می‌تواند حدود ۵۰ کیلومتر را فقط با برق بپیماید.
نسخهٔ اسپید بنتایگا بیش از هر چیزی روی سرعت و قدرت تمرکز دارد. بنتایگا اسپید با پیشرانهٔ ۶ لیتر دبلیو۱۲، ۶۲۶ اسب‌بخار قدرت و ۹۰۰ نیوتن‌متر گشتاور تولید می‌کند تا سرعت‌گیری صفر تا صد کیلومتر بر ساعت ۳/۹ ثانیه‌ای و نهایت سرعت ۳۰۶ کیلومتر بر ساعت را برای این خودرو فراهم کند. در این نسخه، بیشترین گشتاور از ۱٬۵۰۰ تا ۵٬۰۰۰ دور بر دقیقه ثابت است و جعبه‌دندهٔ ۸ سرعتهٔ خودکار شتاب‌گیری یکنواخت را در سرعت‌های مختلف فراهم می‌کند.

## نام‌گذاری
بنتلی در ژانویه ۲۰۱۵ از نام بنتایگا رونمایی کرد.
این نام از روک بنتایگا، منطقه‌ای صخره‌ای در تهدا، گران کاناریا، نیمهٔ گرمسیر جزایر قناری گرفته شده‌است.
همچنین در این نام از تکواژ چندوجهی بین کلمات «بنتلی» و «تایگا»، بزرگترین جنگل برفی شبه قاره‌ای جهان است استفاده کرده‌است، سه حرف اول مربوط به کلمهٔ بنتلی و سایر حرف‌ها مربوط به کلمهٔ تایگا هستند که البته تلفظ تایگا در این نام کمی متفاوت از تلفظ درست آن است.
کلمهٔ بنتایگا در زبان سواحلی به معنای «علاقه‌مندی» است.
قیمت این خودرو تا ۱۲۵۰۰۰ هزار دلار می‌باشد